# Paul Joseph Phạm Đình Tụng
Paul Joseph Phạm Đình Tụng (ur. 15 czerwca 1919 w Yên Mô, zm. 22 lutego 2009 w Hanoi), wietnamski duchowny katolicki, emerytowany arcybiskup Hanoi, kardynał.

## Życiorys
Studiował w seminarium w Hanoi, przyjął święcenia kapłańskie 6 czerwca 1949. W kwietniu 1963 został mianowany biskupem Bắc Ninh i odebrał sakrę 15 sierpnia 1963 z rąk arcybiskupa Hanoi Josepha Trịnh Như Khuê (przyszłego kardynała). Lata 1963-1990 spędził w areszcie domowym. W czerwcu 1990 został mianowany administratorem apostolskim sede vacante et ad nutum Sanctae Sedis Hanoi, a w marcu 1994 arcybiskupem archidiecezji Hanoi. Stanął także na czele Konferencji Episkopatu Wietnamu.
26 listopada 1994 Jan Paweł II wyniósł go do godności kardynalskiej, nadając tytuł prezbitera S. Maria Regina Pacis in Ostia mare. Kardynał Phạm Đình Tụng reprezentował papieża na obchodach 200-lecia objawień maryjnych w La Vang w sierpniu 1998 (w charakterze specjalnego wysłannika); w marcu 1998 został mianowany administratorem apostolskim sede vacante ed ad nutum Sanctae Sedis Lạng Sơn i Cao Bằng (do 1999). Po ukończeniu 80 lat (czerwiec 1999) utracił prawo udziału w konklawe. Z obowiązków arcybiskupa Hanoi został zwolniony w lutym 2005 ze względu na podeszły wiek.